# Cultura do Chile
A cultura do Chile reflete relativamente homogeneidade da população chilena assim como o isolamento geográfico do país em relação aos demais países da América do Sul. Desde o período colonial, a cultura chilena tem sido uma combinação de elementos coloniais espanhóis e elementos indígenas (majoritariamente mapuches).

## Música

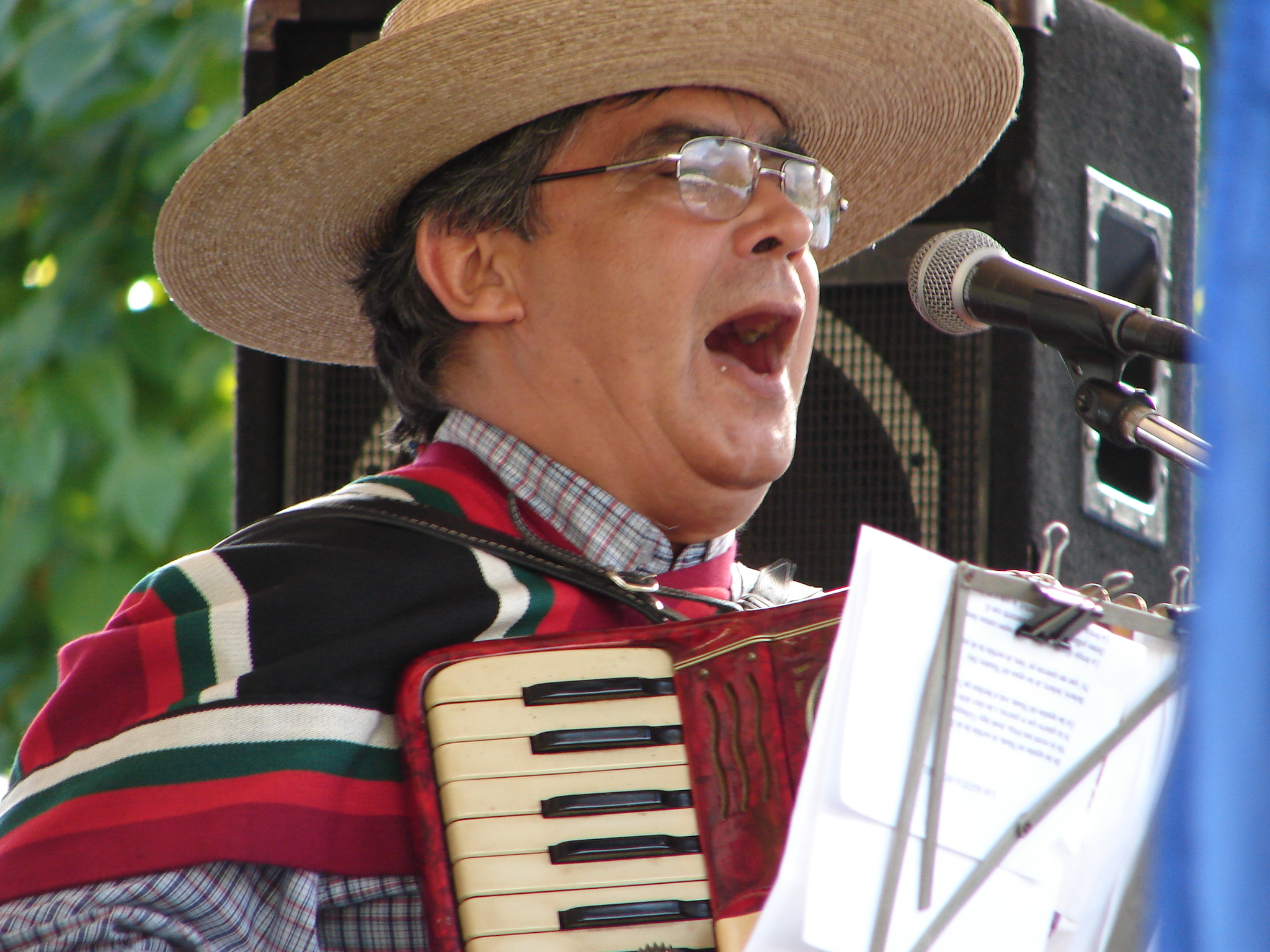
Chileno cantando

A dança nacional chilena é a cueca (abreviação de Zamacueca, dança originária da Espanha) e chegou ao Chile em 1824, segundo o cantor e compositor chileno José Zapiola Cortés. A cueca foi promovida pelo regime Pinochet na década de 1970 e 80 pela razão política de promover o nacionalismo chileno, orgulho cultural e fervor patriótico conservador.
Outro gênero da música tradicional chilena é a tonada, a qual não se dança e se assemelha ao gênero lírico europeu.
Grupos musicais famosos
| - Víctor Jara - Quilapayun - La Ley - Los Prisioneros |  | - Los Tres - Los Jaivas - Six Pack |  | - Illapu - Violeta Parra - Los de Ramón |

Compositores
- Violeta Parra

Para lá dos elementos históricos, existem algumas personagens curiosas no Chile, como o Papelão e o Condorito.

## Poesia
O Chile tem dois Prémios Nobel neste campo.
| - Pablo Neruda - Pablo de Rokha |  | - Gabriela Mistral - Vicente Huidobro |  | - Gonzalo Rojas - Nicanor Parra |

## Cinema
A produção cinematográfica do Chile é pequena, mas dinâmica: vem crescendo desde 1990 e o país produz por volta de 20 filmes anualmente. Os mais importantes cineastas chilenos são Raúl Ruiz (Palomita Blanca), Miguel Littín (El Chacal de Nahueltoro), Silvio Caiozzi (Julio Comienza en Julio) e Andrés Wood (Machuca). Em 2016, o curta de animação História de un Oso (em inglês, Bear Story), dirigido pelos chilenos Gabriel Osorio e Pato Escala, ganhou o Prêmio da Academia por melhor curta-metragem de animação.
O primeiro filme chileno — El húsar de la muerte (“O Hussardo da Morte”) — foi estreado em 1925. É um filme mudo realizado e protagonizado por Pedro Sienna.

## Culinária

Comida típica

A culinária do Chile é muito famosa por seus vinhos.[parcial?] Alguns deles são: Cabernet Sauvignon, Merlot e Syrah de vinho tinto. Chardonnay e Sauvignon Blanc são exemplos de vinho branco.

## Esporte
O rodeio chileno é o esporte nacional.  É um esporte equestre que possui regras distintas do rodeio tradicional. É praticado em uma arena circular chamada medialuna e o seu objetivo é que uma equipe (collera), com dois cavaleiros (huasos) e seus respectivos cavalos, consiga deter um bezerro em uma determinada área dentro da medialuna.